# Сухопутные войска Испании
Сухопутные войска Испании (исп. Ejército de Tierra) — вид вооружённых сил Испании, ответственной за наземные военные операции. Это одна из старейших действующих армий, ведущая свою историю начиная с XV века. Штаб-квартира сухопутных войск Испании размещена в Мадриде, во дворце Буэнависта, на центральной площади Пласа-де-Сибелес, перед Банком Испании.

## Военная полиция
Военная полиция (La Policía militar) была создана в стране в 1960 году. Основными документами, регламентирующими её деятельность, являются «Нормы безопасности в войсках», утвержденные королевским декретом № 194 от 26 февраля 2010 года, и директива генерального штаба ВС Испании № 05 «Об обеспечении безопасности в сухопутных войсках» от 2011 года. Общая численность личного состава ВП испанских ВС около 4 тыс. военнослужащих.
Военная полиция сухопутных войск включает следующие структуры:
Воинские учреждения исполнения наказаний. В настоящее время существует 5 учреждений СВ — в городах Кольменар-Вьехо (Мадрид), Сеута и Мелилья (испанские анклавы в Африке), Санта-Крус-де-Тенерифе и Лас-Пальмас (Канарские о-ва). Данные органы подчинены соответствующей инспекции в составе главной инспекции сухопутных войск. Задачей таких подразделений является обеспечение безопасности и исполнения порядка задержания военнослужащих, их охраны и содержания под стражей, а также конвоирования в случае необходимости.
Штабные батальоны главных штабов видов ВС и бригад. Они призваны решать следующие задачи (в зависимости от специфики военного объекта): обеспечение охраны воинских конвоев и отдельных военнослужащих, работы военно-следственных органов, содержания и доставки осуждённых и арестованных; участие в учениях и операциях в составе своего подразделения.
Военные гарнизоны в городах Сеута и Мелилья.
1-й батальон военной полиции, дислоцирующийся в г. Валенсия с 2008 года. В его состав входят: штабная рота, рота обеспечения, 2 роты ВП и спецрота, выполняющая, в частности, задачи по патрулированию с использованием собак, охране объектов и военачальников, что требует специальной подготовки и обучения.
Группы телохранителей. В соответствии с приказом МО выполнение данных функций возложено на военнослужащих ВП, окончивших специализированные курсы.
Отдел военной полиции в составе тыловой академии СВ, дислоцирующейся в г. Калатайюд (Сарагоса). Создан в 2012 году. Штат отдела насчитывает шесть военнослужащих (подполковник, капитан и четыре унтер-офицера). На его базе организованы обучение, тренировки и прохождение специальных курсов военнослужащими подразделений ВП.

## Рода войск
- Пехота (Infantería)
- Кавалерия (Caballería)
- Артиллерия (Artillería)
- Инженерные войска (Ingenieros)
- Войска связи (Transmisiones)
- Специальные войска (Especialistas)

## Структура

### 2020 год

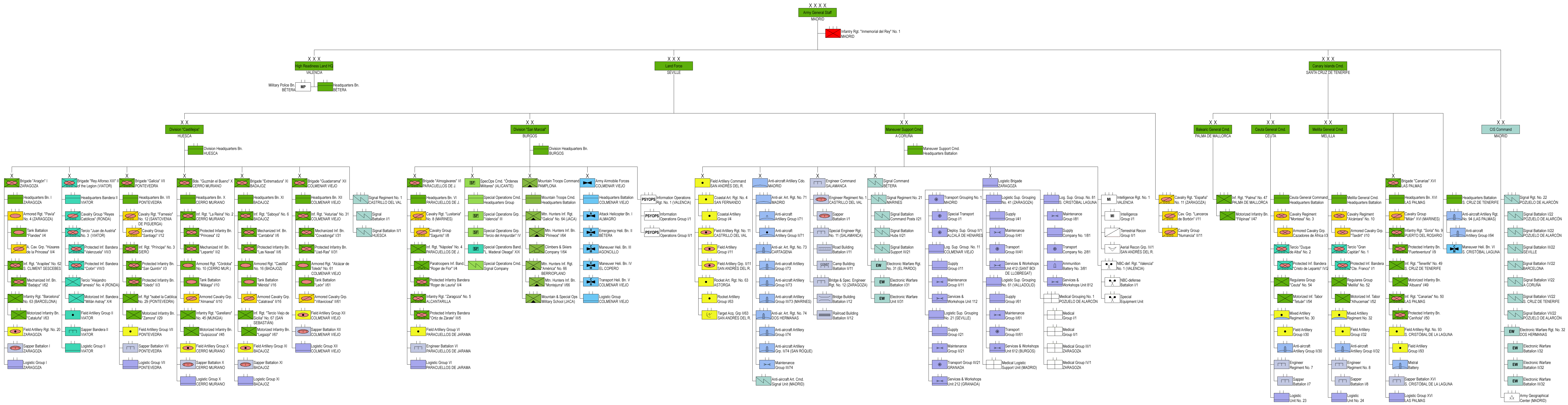
Структура Сухопутных войск Испании на 2020 год.

- Сухопутные войска (Ejército de Tierra)[4]
  -  Главный штаб Сухопутных войск (Cuartel General del Ejército de Tierra de España), Мадрид, автономный регион Мадрид
  -  Штаб наземных сил быстрого развёртывания (Cuartel General Terrestre de Alta Disponibilidad), Валенсия, автономный регион Валенсия
  -  Наземные силы[α] (Fuerza Terrestre del Ejército de Tierra de España)
    -  Главный штаб наземных сил (Cuartel General de la Fuerza Terrestre en Sevilla), Севилья, автономный регион Андалусия
    -  Дивизия «Сан-Марсиаль» (División «San Marcial»), Бургос, автономный регион Кастилия и Леон
    -  Дивизия «Кастильехос» (División «Castillejos»), Мадрид, автономный регион Мадрид
    - Командование боевого и тылового обеспечения (El Mando de Apoyo a la Maniobra)
      -  Артиллерийское командование (Mando de Artillería de Campaña), Сан-Андрес-дель-Рабанедо, автономный регион Кастилия и Леон
      -  Командование противовоздушной обороны (Mando de Artillería Antiaérea), Мадрид, автономный регион Мадрид
      -  Инженерное командование (Mando de Ingenieros), Саламанка, автономный регион Кастилия и Леон
      -  Командование связи (Mando de Transmisiones), Бетера, автономный регион Валенсия
      -  Логистическая бригада (Brigada Logística), Сарагоса, автономный регион Арагон
      -  Медицинская бригада (Brigada de Sanidad), Мадрид, автономный регион Мадрид
      -  11-й лёгкий бронекавалерийский полк «Эспанья» (Regimiento de Lanceros de España, 11.° de Caballería), Сарагоса, автономный регион Арагон
      -  1-й разведывательный полк, Валенсия, автономное сообщество Валенсия
      -  1-й полк информационных операций, Валенсия, автономное сообщество Валенсия
      -  1-й полк РХБЗ «Валенсия» (Regimiento de Defensa NBQ «Valencia» n.º 1), Патерна, автономный регион Валенсия

  -  Командование войск на Канарских островах[β] (Mando de Canarias), Санта-Крус-де-Тенерифе, автономный регион Канарские острова
    -  Штаб (Cuartel General), Санта-Крус-де-Тенерифе, автономный регион Канарские острова
    -  Главное командование Сеуты (Comandancia General de Ceuta), Сеута
    -  Главное командование Мелильи (Comandancia General de Melilla), Мелилья
    -  Главное командование Балеарских островов (Comandancia General de Baleares), Пальма, автономный регион Балеарские острова
    -  6-й вертолётный батальон (Batallón de Helicópteros de Maniobra VI), Санта-Крус-де-Тенерифе, автономный регион Канарские острова
    -  94-й полк ПВО (Regimiento de Artillería Antiaérea n.º 94), Лас-Пальмас-де-Гран-Канария, автономный регион Канарские острова
    -  16-я бригада «Канариас» (Brigada «Canarias» XVI), Лас-Пальмас-де-Гран-Канария, автономный регион Канарские острова

## Знаки различия
Знаки различия в Испании соответствуют классификации НАТО, членом которой Испания является.

### Генералы и офицеры
| Категории               | Генералы        | Генералы            | Генералы          | Генералы            | Генералы                             | Старшие офицеры | Старшие офицеры  | Старшие офицеры | Младшие офицеры | Младшие офицеры | Младшие офицеры   | Курсанты                                   | Курсанты                                                                 | Курсанты                                                                 |
| Код НАТО                | OF-10           | OF-9                | OF-8              | OF-7                | OF-6                                 | OF-5            | OF-4             | OF-3            | OF-2            | OF-1            | OF-1              | OF-D                                       | Oficial cadete                                                           | Oficial cadete                                                           |
| ----------------------- | --------------- | ------------------- | ----------------- | ------------------- | ------------------------------------ | --------------- | ---------------- | --------------- | --------------- | --------------- | ----------------- | ------------------------------------------ | ------------------------------------------------------------------------ | ------------------------------------------------------------------------ |
|                         | Capitán General | General             | Teniente General  | General de División | General de Brigada                   | Coronel         | Teniente Coronel | Comandante      | Capitán         | Teniente        | Alférez           | Caballero Alférez Cadete                   | Caballero Cadete Segundo Curso                                           | Caballero Cadete Primer Curso                                            |
| Испанское звание        | Capitán General | General de Ejército | Teniente General  | General de División | General de Brigada                   | Coronel         | Teniente Coronel | Comandante      | Capitán         | Teniente        | Alférez           | Caballero Alférez Cadete                   | Caballero/Dama Cadete, Alumno 2º                                         | Caballero/Dama Cadete, Alumno 1º                                         |
| Российское соответствие | Генерал армии   | Генерал-полковник   | Генерал-лейтенант | Генерал-майор       | Аналог дореформенного звания Комбриг | Полковник       | Подполковник     | Майор           | Капитан         | Лейтенант       | Младший лейтенант | Аналог дореформенного "Кандидат на звание" | Курсант. Также, примерно соответствует суворовскому званию вице-сержант. | Курсант. Также, примерно соответствует суворовскому званию вице-сержант. |

### Сержанты и солдаты
| Категории               | Подофицеры        | Подофицеры  | Сержанты и старшины | Сержанты и старшины | Сержанты и старшины | Солдаты         | Солдаты            | Солдаты |
| Код НАТО                | OR-9              | OR-9        | OR-8                | OR-7                | OR-6                | OR-3            | OR-2               | OR-1    |
| ----------------------- | ----------------- | ----------- | ------------------- | ------------------- | ------------------- | --------------- | ------------------ | ------- |
|                         |                   |             |                     |                     |                     |                 |                    |         |
| Испанское звание        | Suboficial mayor  | Subteniente | Brigada             | Sargento primero    | Sargento            | Cabo            | Soldado de primera | Soldado |
| Российское соответствие | Старший прапорщик | Прапорщик   | Старшина            | Старший сержант     | Сержант             | Младший сержант | Ефрейтор           | Рядовой |